# (5420) Jancis
(5420) Jancis es un asteroide perteneciente al cinturón de asteroides, descubierto el 15 de mayo de 1982 por el equipo del Observatorio del Monte Palomar desde el Observatorio del Monte Palomar, Estados Unidos.

## Designación y nombre
Designado provisionalmente como 1982 JR1. Fue nombrado Jancis en honor al afamado Jancis Robinson Master of Wine y decano de escritores y locutores británicos,  tiene reconocimiento mundial. Editor de Oxford Companion to Wine, colaborador semanal del Financial Times y creador de una página web reconocida, ha influido enormemente en la comprensión académica y pública del buen vino.

## Características orbitales
Jancis está situado a una distancia media del Sol de 2,680 ua, pudiendo alejarse hasta 3,308 ua y acercarse hasta 2,053 ua. Su excentricidad es 0,234 y la inclinación orbital 8,676 grados. Emplea 1603,00 días en completar una órbita alrededor del Sol.

## Características físicas
La magnitud absoluta de Jancis es 13,6. Tiene 12,35 km de diámetro y su albedo se estima en 0,0731. 